# Pieninen-Burg
Die Pieninen-Burg  ist die Ruine einer Höhenburg in der Nähe von Krościenko nad Dunajcem auf dem Berg Burgberg in den polnischen Mittleren Pieninen in der Woiwodschaft Kleinpolen.

## Geschichte
Mit 799 m Höhe war die Burg im Mittelalter die höchstgelegene Burg Polens. Sie wurde vor dem Mongolensturm 1241 erbaut. Sie diente unter anderem der Heiligen Kinga als Zufluchtsort während der Mongolenstürme des 13. Jahrhunderts. Die Burg wurde von den Mongolen nicht erobert, jedoch im 14. Jahrhundert verlassen und verfiel. Im 15. Jahrhundert wurde sie entweder im Zuge der Auseinandersetzungen des Deutschordensstaats mit dem Königreich Polen (1409–1411) oder im Rahmen der Hussitenkriege um 1433 endgültig zerstört. Später befand sich in den Ruinen eine Einsiedelei sowie eine Grotte der Heiligen Kinga. Heute steht nur noch eine Burgruine auf dem mittlerweile dicht bewaldeten Gipfel. In den Jahren 1938–1939 führte der polnische Archäologe Tomasz Szczygielski Ausgrabungen auf der Pieninen-Burg durch. Er wurde im KZ Auschwitz ermordet und seine Arbeitsergebnisse sind verschollen.
Nach dem Krieg wurde 1976–1978 erneut geforscht, 1976 unter der Leitung von Marią Cabalską und 1977–1978 von Stanisław Kołodziejskiego.

## Panorama

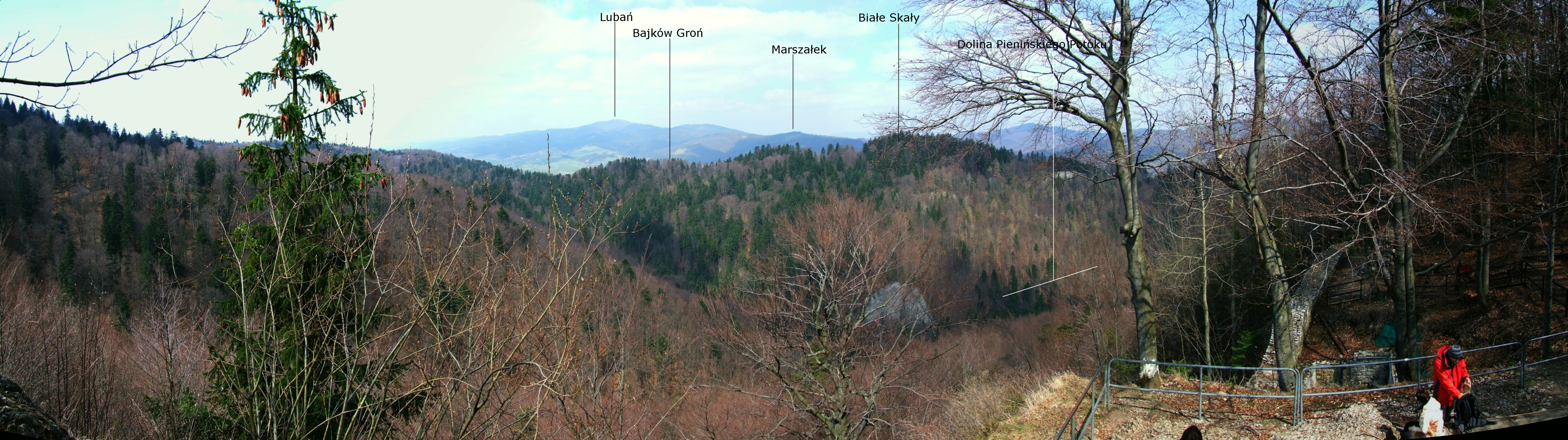
Panorama von der Burgruine